# Mr Inbetween
Mr Inbetween é uma série de televisão australiana de comédia dramática criminal que estreou no FX em 25 de setembro de 2018 nos Estados Unidos, e no Fox Showcase na Austrália em 1 de outubro de 2018. A série é uma serialização do filme de 2005, The Magician, que foi criado, escrito e estrelado por Scott Ryan. Ryan reprisa o papel principal e também é o escritor da série.
O programa foi originalmente encomendado para a FX Australia como sua primeira produção de drama original, mas foi lançado na Austrália no Showcase após o fechamento da FX Australia entre a comissão e a estreia. As filmagens ocorreram em vários locais em Sydney.
Em 9 de outubro de 2018, FX e Foxtel renovaram a série para uma segunda temporada que estreou em 12 de setembro de 2019. Em 26 de maio de 2020, a série foi renovada para uma terceira e última temporada, que estreou em 25 de maio de 2021. A série foi concluída em 13 de julho de 2021, após três temporadas e 26 episódios.

## Premissa
Situado nos subúrbios de Sydney, Ray Shoesmith (Scott Ryan) é um assassino de aluguel que ganha a vida equilibrando suas atividades criminosas com suas obrigações com amigos e familiares. Ele tenta ser um pai para Brittany (Chika Yasumura), sua filha com sua ex-esposa, Jacinta (Natalie Tran), um namorado amoroso para Ally (Brooke Satchwell) e um bom cuidador de seu irmão doente terminal Bruce (Nicholas Cassim). Ray também cobre seu amigo Gary (Justiny Rosniak) quando necessário, e segue as ordens de seu chefe Freddy (Damon Herriman) sem questionar. Ray lida com criminosos e monstros à sua própria maneira violenta; esse comportamento, no entanto, começa a cobrar seu preço e afeta seus relacionamentos.

## Elenco

### Principal
- Scott Ryan como Ray Shoesmith, um assassino
- Justin Rosniak como Gary Thomas, melhor amigo de Ray
- Brooke Satchwell como Ally, namorada do Ray (temporadas 1–2; convidada 3ª temporada)
- Nicholas Cassim como Bruce Shoesmith, irmão mais velho de Ray que tem uma doença do neurônio motor (temporadas 1–2)
- Chika Yasumura como Brittany, filha de Ray
- Damon Herriman como Freddy, chefe do Ray

### Recurring
- Matt Nable como Dave, outro assassino e amigo do Ray
- Natalie Tran como Jacinta, ex-mulher do Ray
- Lizzie Schebesta como Tatiana, esposa do Gary
- David Michôd como Peter (temporadas 1–2)
- Jackson Tozer como Vasilli (1ª temporada)
- Firass Dirani como Davros (1ª temporada)
- Edmund Lembke-Hogan como Nick (1ª temporada)
- Kenny Graham como Bill Shoesmith, pai do Ray (temporadas 2–3)
- Rose Riley como Michele (temporadas 2–3)
- Eddie Baroo como Kevin (2ª temporada)
- Josh McConville como Alex (2ª temporada)
- Kieran Darcy-Smith como Vinnie Williams (2ª temporada)
- Ben Oxenbould como Dirk (2ª temporada)
- Mirrah Foulkes	como Kate Hall (2ª temporada)
- Sam Cotton como Adam Kelsey (3ª temporada)
- Jackson Heywood como Matty (3ª temporada)
- Tessa de Josselin como Karen (3ª temporada)
- Jeremy Sims como Rafael, a criminal kingpin (3ª temporada)
- Bryn Chapman Parish como James
- Brad McMurray como Cullen (3ª temporada)
- Emily Barclay como Zoe (3ª temporada)

### Convidados
- Josh Quong Tart como Luke Henson (1ª temporada)
- Benedict Hardie como Lefty (1ª temporada)
- Daniel Amalm como Sam (2ª temporada)
- Hugo Johnstone-Burt como Jason (2ª temporada)
- Nash Edgerton como Trent (2ª temporada)
- Clayton Jacobson como Benny (2ª temporada)
- Ian Roberts como Graham (3ª temporada)
- Justine Clarke como Meaghan Clarke (3ª temporada)
- Daniel Henshall como Kenny (3ª temporada)